# Gredistye Muncsel – Csoklovina Natúrpark
A Gredistye Muncsel – Csoklovina Natúrpark (románul Parcul Natural Grădiștea Muncelului - Cioclovina) IUCN V-ös besorolású védett terület Romániában, Hunyad megye területén. Területén számos barlang, szoros és kanyon található, amelyeknek az állapotát és élővilágát hivatott megőrizni.

## Fekvése
A Kudzsiri-havasok déli részén található 381 km² területen, melyből 265 km² erdőség. A Natúrparkot öt község területén jelölték ki: Nagybár, Bosoród, Banica, Felsővárosvíz és Puj községek határaiban.

## Élővilága
A Natúrpark területén az egyik jellegzetes védett növény a vadon termő tavaszi tőzike, mely általában márciusban virágzik az erdei tisztásokon

## Adminisztrációs területek
A Natúrpark területén hat megyei jelentőségű természeti rezervátum található:
- Ponorâci‑Cioclovina karsztkomplexum
- Tecuri-barlang természetvédelmi terület
- Nagy-Csűr barlang (Peștera Șura Mare) természetvédelmi terület
- Krivádiai-szoros (Cheile Crivadiei) természeti rezervátum
- Ohaba-Ponor kövületrezervátum
- Boli-barlang természetvédelmi terület

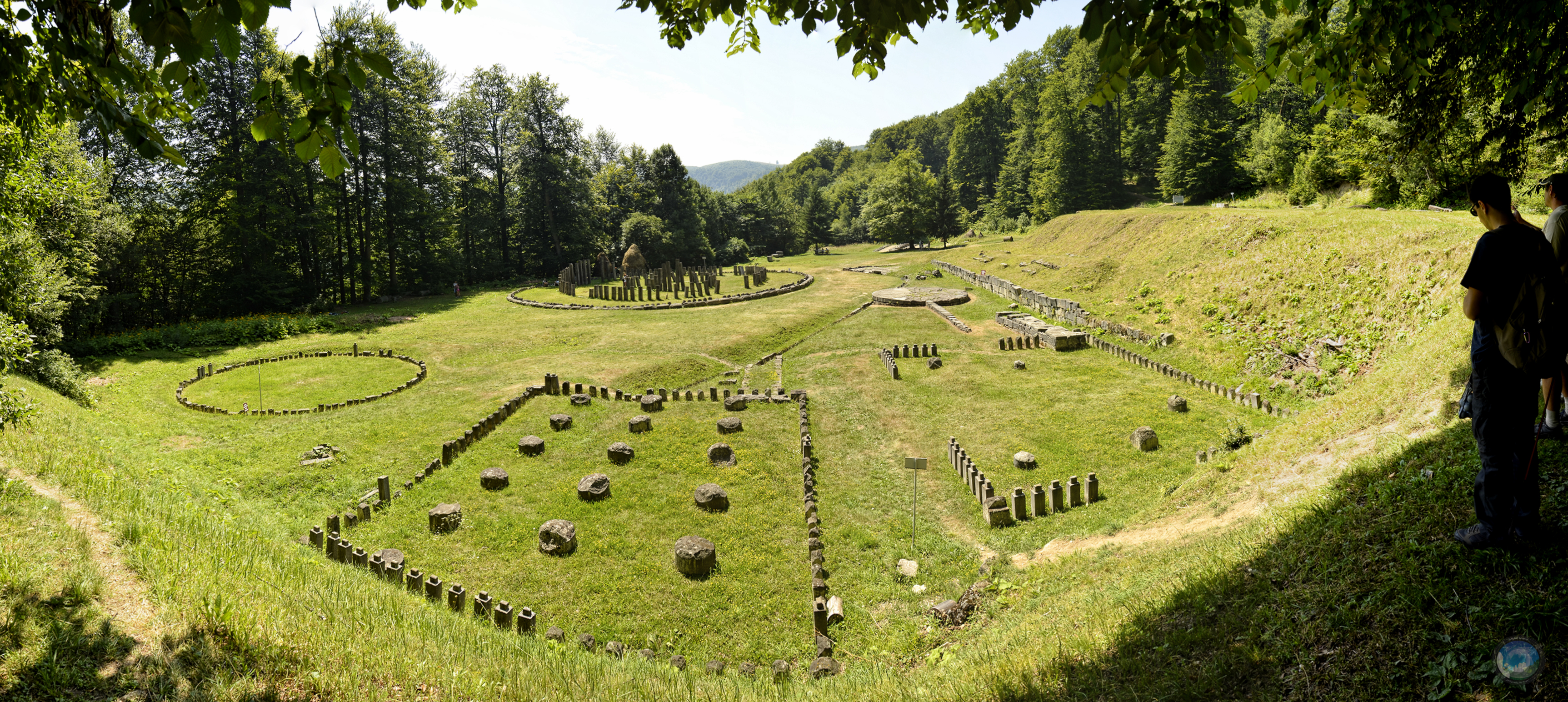
Sarmiseghetuza Regia régészeti terület

Az UNESCO világörökség részét képező jelentős régészeti emlékhelyek és dák erődítmények közül a park területén találhatóak a Sarmisegethuza Regia, a Lunkány – Vöröstorony, a Kosztesd – Blidaru és a Kosztesd – Cetățuie erődítmény helyszínek.
2004 óta a Natúrparkot önálló adminisztráció felügyeli, amelyet a Romsilva Országos Erdészeti Hivatal jelöl ki.

## Látnivalók
A Natúrpark területén kiemelt jelentőségű természeti, etnográfiai, archeológiai és kultikus értékek találhatóak.

### Természeti értékek
- Barlangok
  - Bóli-barlang

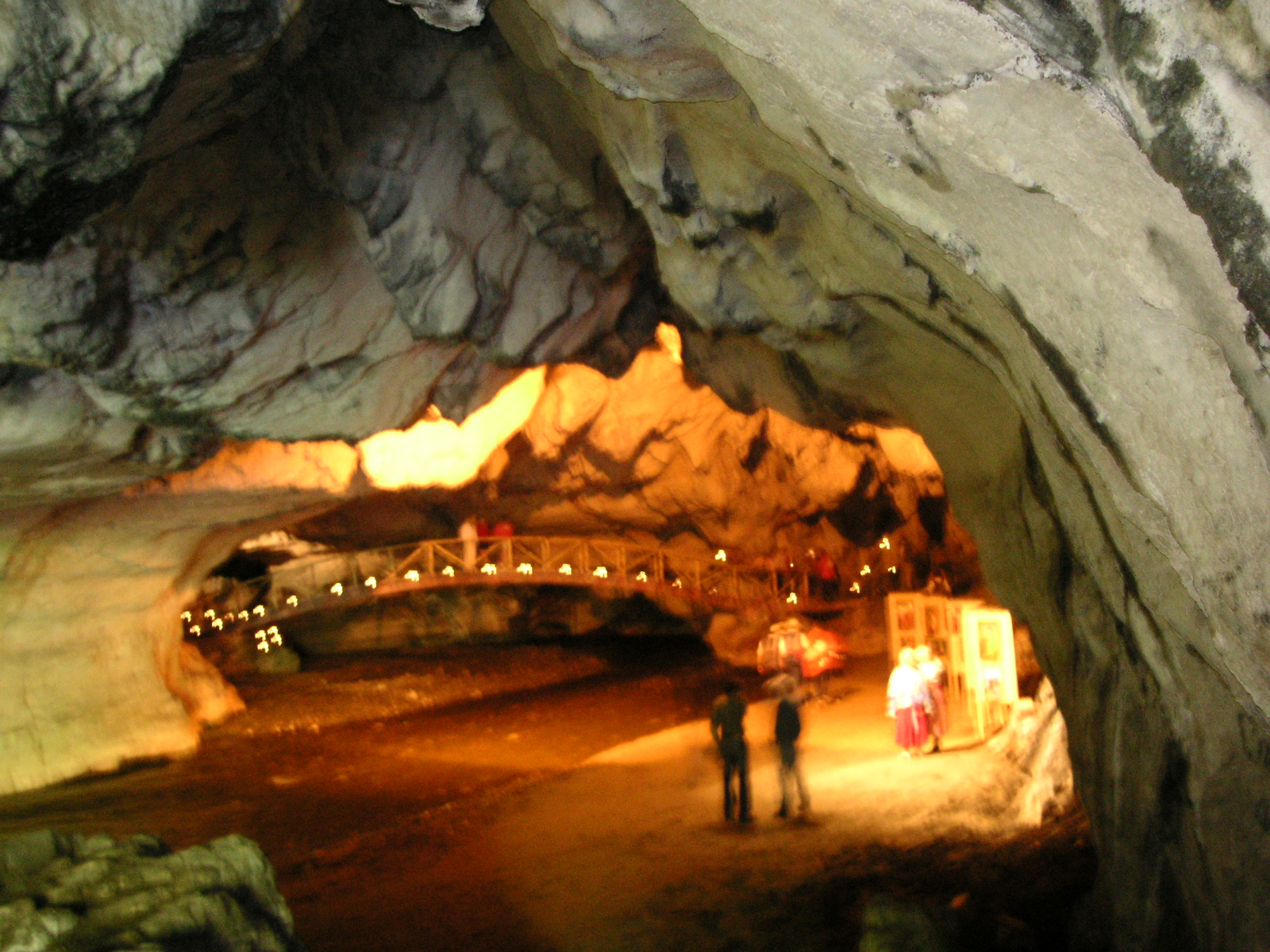
Bóli-barlang

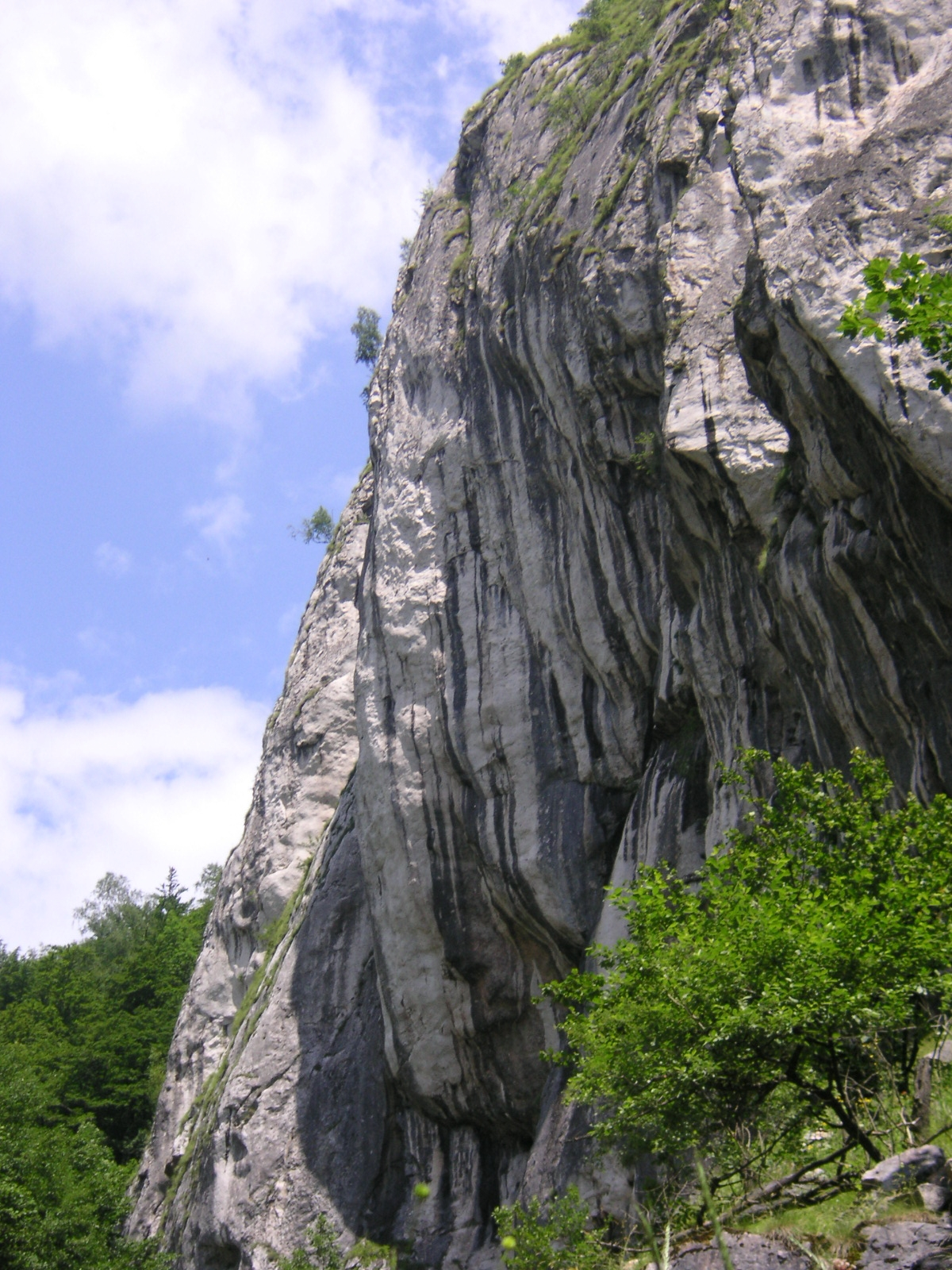
Vörös-szurdok a Kudzsiri-havasokban

  - Cholnoky-barlang (Csoklovina-barlang) Csoklovina település határában, mely prehisztorikus leletekben bővelkedik
- Víznyelők:
  - Pojána-víznyelő (Ponorul Poiana), Isten tenyere (Ponorics-vízkelet, Fundatura Ponorului), Ponorics-rét (Depresiunea Ponorului)[6]
- Vízesések:
  - Șipot-vízesés, Șipot-forrás vízesés, Csoklovina-vízesés, Rossz-völgyi vízesés
- Kanyonok és sziklaszorosok:
  - Krivádiai-szoros, Vörös-szurdok, Tăi-szoros, Véka-szurdok
- Fennsíkok:
  - Lunkányi-fennsík, Troján-fennsík, Vârtoape-fennsík, Komárnik-fennsík

### Etnográfiai értékek
- hagyományos helyi közösségek
- esztenák és tanyák

### Archeológiai értékek

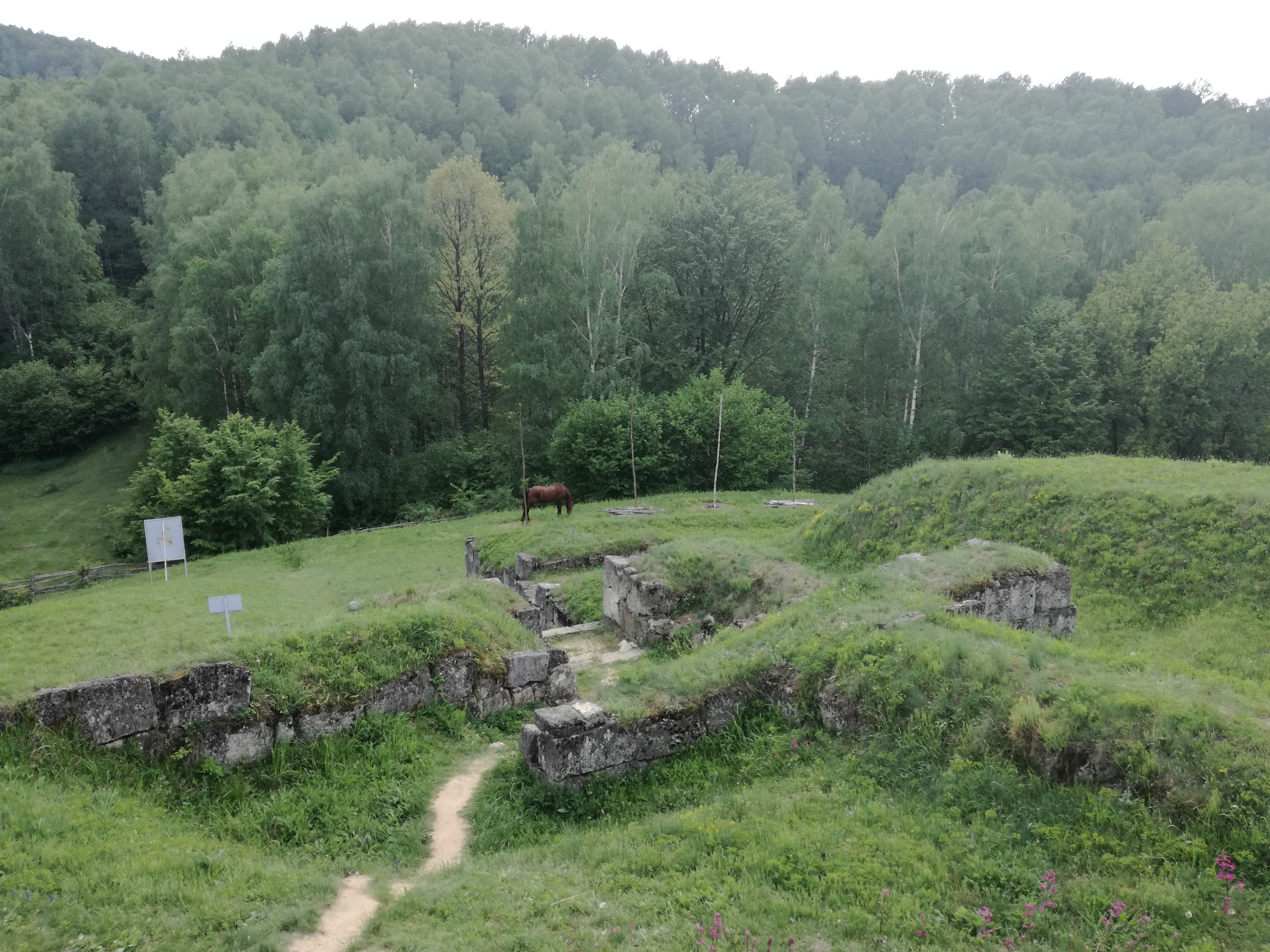
Kosztesd–Blidaru dák erődítmény romok

A Natúrparkban a régészeti szempontból kiemelt jelentőségű helyszínek fokozottan védett területeknek minősülnek. A következő helyszínek tartoznak ebbe a csoportba:
- korabeli dák várromok és erődítmények, köztük Sarmisegethuza dák közigazgatási és szakrális központ, régészeti terület
- Jigoru-i római erődítmény
- Krivádiai középkori vártorony

### Kultikus értékek
- Rossz-völgyi Minden Román Szentek Temploma (Mănăstirea Tuturor Sfinților Români Valea Rea)

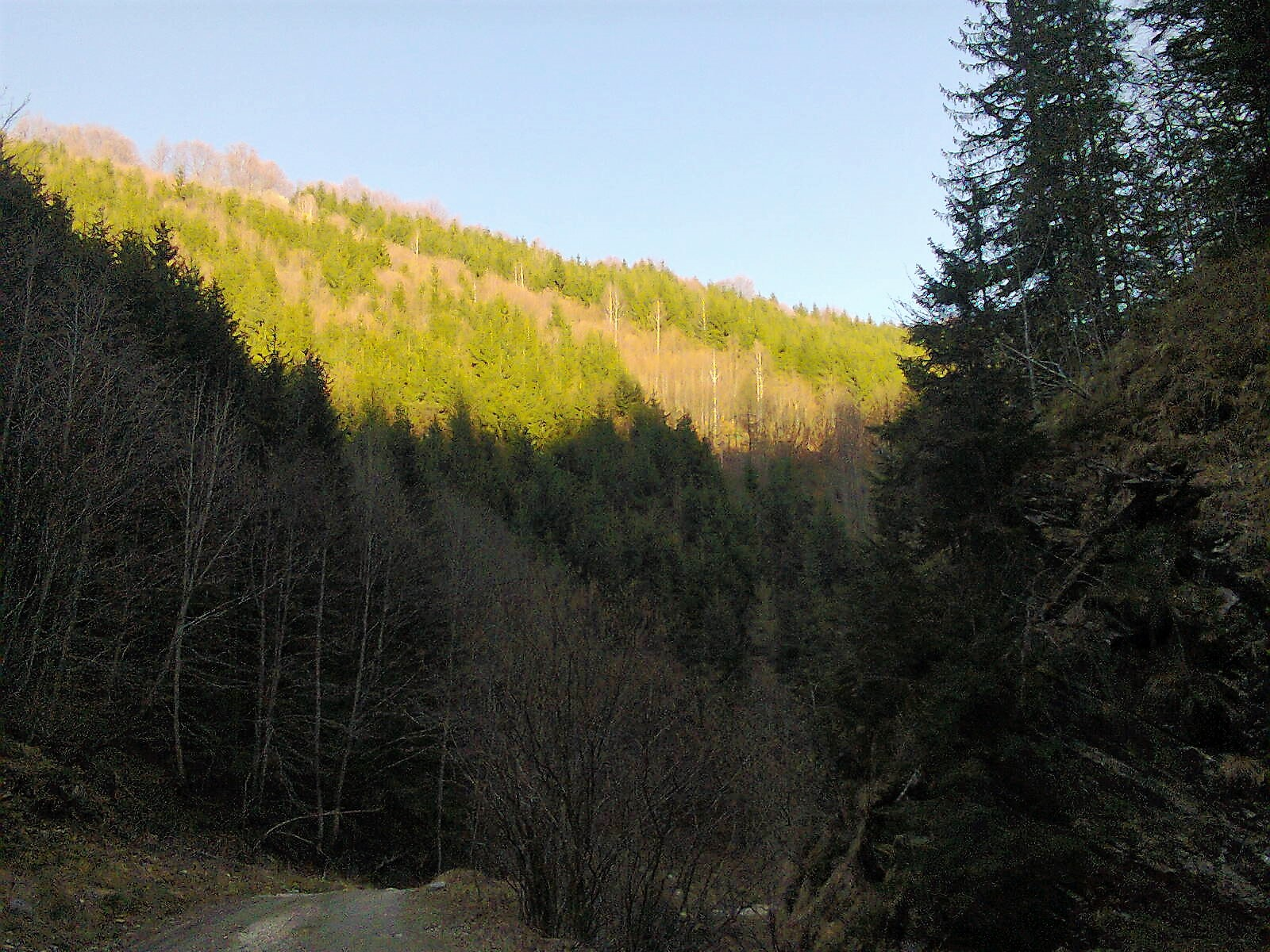
Vegyes fenyő és bükk erdő a Kudzsiri-havasokban